# Mu ren zhuang

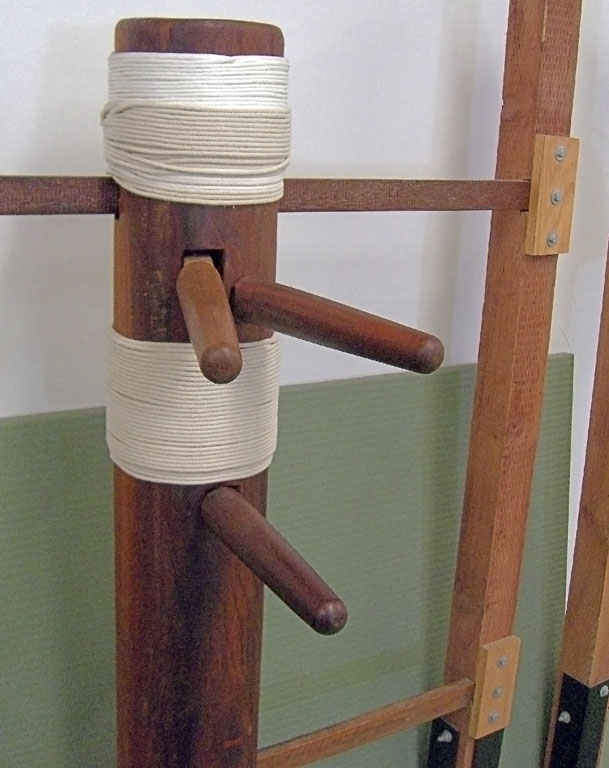
Mu ren zhuang (ninot d'entrenament en arts marcials)

El Mu ren zhuang (Xinès simplificat: 木人樁, Xinès tradicional: 木人樁, pinyin: mù rén zhuāng, cantonès: Muk Yan Jong), anomenat també en anglès Wooden Dummy (ninot de fusta) és una estructura de fusta usada en diverses arts marcials xineses com el Wing Chun i d'altres estils del kung fu del sud de la Xina, que es fa servir per a l'entrenament i representa un adversari enemic. Està format per un cos central, amb algunes parts reforçades amb tela, d'on surten una sèrie de pals que representen braços i cames.
Tot i que fet tradicionalment de fusta, avui en dia també se'n troben de plàstic i altres materials. Està especialment indicat per a desenvolupar la fluïdesa al combat practicant diversos exercicis i l'acondicionament físic als colps forts a donar i a rebre, per la duresa del ninot.

## Origen
L'origen d'aquest estri d'entrenament el trobem al mític temple de Shaolin, a la província de Henan. Allà, dins de la Gran Sala de Lohan, hi havia 108 ninots de fusta que representaven els 108 moviments o tècniques que tot monjo Shaolin havia de desenvolupar si volia sortir del temple i tornar a la vida normal. Aquests ninots estaven armats amb diversos estris, i estaven mecanitzats mitjançant un sistema de politges i cordes.
La llegenda explica com Wu Mei (Xinès simplificat: 吳梅, Xinès tradicional: 吳梅, pinyin:  Wú Méi, Cantonès: Ng Mui), una monja Shaolin membre dels Cinc Ancians Llegendaris, i supervivient de la destrucció del Temple Shaolin durant la Dinastia Qing, va construir el primer mu ren zhuang a partir d'algunes peces dels ninos que hi havia a la Gran Sala de Lohan, i que el feu servir per perfeccionar el seu propi estil de lluita, el Wing Chun.

## El Mu ren zhuang en diverses disciplines
El mu ren zhuang es feu servir principalment per al desenvolupament de l'estil de lluita Wing Chun (Xinès simplificat: 咏春拳, Xinès tradicional: 詠春拳, pinyin: yǒng chūn quán, Cantonès: Wing6 Ceon1 Kyun4). En un principi, el mu ren zhuang era una estructura força grossa pensada per ser instal·lada a l'exterior de la casa. Tot i això, fou Yip Man, un dels grans mestres del Wing Chun, qui construí una versió del mu ren zhuang més lleugera i pensada per ser penjada en una paret, ideal per poder-se instal·lar en un apartament com el que ell tenia.
Un dels deixebles més famosos de Yip Man fou Bruce Lee, qui va crear una versió modificada del mu ren zhuang per poder practicar el seu propi estil de lluita, el Jeet Kune Do (Xinès simplificat: 截拳道, Xinès tradicional: 截拳道, pinyin: jié quán dào), àmpliament basat en els moviments del Wing Chun.